# Vlasotince
Vlasotince (cyr. Власотинце) – miasto w Serbii, w okręgu jablanickim, siedziba gminy Vlasotince. W 2011 roku liczyło 15 882 mieszkańców.